# Toužím
"Toužím" är en singel av den polska sångerskan Ewa Farna. Den släpptes den 15 september 2009 som den första singeln från hennes tredje tjeckiska studioalbum Virtuální. Den polska versionen av låten har titeln "Ewakuacja".

## Listplaceringar
| Lista (2009-2010) | Topplacering |
| ----------------- | ------------ |
| Slovakien         | 12           |
| Tjeckien          | 2            |